# Jaakko Saariluoma
Eino Jaakko "Jaska" Saariluoma, född 25 juli 1967 i Helsingfors, Finland, är en finländsk skådespelare, ståuppkomiker, programledare, manusförfattare och regissör.
Jaakko Saariluoma växte upp i Helsingfors och började redan under högstadietiden uppträda som trollkarl. Under högstadietiden gick han på Borgbackens cirkusskola och utsågs 1983 till finsk trickmästare. 1984-1985, studerade han som utbytesstudent i Indianapolis, USA, där han för första gången introducerades för ståuppkomedi och amerikansk dramaföreställning. Efter återkomsten till Finland, medverkade han i Helsingfors källarteater. Han tog magisterexamen vid Konstuniversitetets Teaterhögskola 1994. 
Saariluoma har medverkat som deltagare och programledare i flera i Finland populära filmer och produktioner. Han var programledare för sketchprogrammet Putous 2010-2014, och är programledare för frågesportsprogrammet Stadi vs. Lande sedan 2017, underhållningsprogrammet Suurmestari sedan 2020, etcetera.
Saariluoma har också medverkat som röstskådespelare i en del dubbningar av filmer till finska. I den finska dubbningen av Bamse och tjuvstaden spelar han rollen som Reinard Räv.
Som ståuppkomiker uppträder Saariluoma främst på finska, men även svenska och engelska. Under Corona-pandemin gjorde Saariluoma, under namnet Jakob, tillsammans med bland andra Christoffer Strandberg sketchserien Undantagstillstånd, på Yle Arenan, en svenskspråkig sketchserie med korta humoristiska avsnitt om hur man hanterar isoleringen under pandemin.
År 2014 blev Saariluoma utnämnd till Finlands UNICEF-goodwillambassadör.